# Calcul vectorial
Calculul vectorial cuprinzând domeniile de Algebra vectorială si Analiza vectorială cât și Teoria câmpurilor, sunt domenii ale matematicii care se ocupă cu studiul matematic a spațiului vectorial din punct de vedere al algebrei matematice cât si a analizei matematice a vectorilor dintr-un spațiu prehilbertian de una sau mai multe dimensiuni (unele rezultate — cele care implică produsul vectorial — pot fi aplicate doar în trei dimensiuni). Acest domeniu constă dintr-o serie de formule, teoreme și tehnici de rezolvare a problemelor utile în inginerie și fizică. Analiza vectorială a fost formulată de inginerul american J. Willard Gibbs și de inginerul britanic Oliver Heaviside.
Calculul vectorial tratează câmpurile de scalari, care asociază un scalar fiecărui punct din spațiu, și câmpurile de vectori, care asociază un vector fiecărui punct din spațiu. De exemplu, temperatura unui bazin cu apă este un câmp scalar: fiecărui punct i se asociază o valoare scalară pentru temperatură. Curgerea apei într-un râu, în schimb, este un câmp vectorial: fiecărui punct de pe cursul râului i se asociază un vector viteză.